# Last Man Standing (Single)
«Last Man Standing» es un sencillo del grupo de Heavy/Power Metal Hammerfall lanzado el 14 de septiembre de 2007 bajo el sello discográfico Nuclear Blast Records. Este únicamente incluye la canción «Last Man Standing».
La canción ha sido incluida en el EP Any Means Necessary y el álbum recopilatorio Steel Meets Steel - Ten Years Of Glory. Además su videoclip fue incluido en el DVD Rebels with a Cause - Unruly, Unrestrained, Uninhibited.